# Kościół św. Andrzeja Boboli w Rudzie Śląskiej
Kościół Świętego Andrzeja Boboli – rzymskokatolicki kościół parafialny należący do dekanatu Kochłowice archidiecezji katowickiej. Znajduje się w Wirku, dzielnicy Rudy Śląskiej.
30 września 1948 został zakupiony teren pod budowę świątyni. Pierwszy odpust w nowej świątyni był obchodzony 22 maja 1949 roku, natomiast pół roku wcześniej, czyli 27 listopada 1948 roku został utworzony chór kościelny. Dzięki ofiarnej pracy wielu parafian już po niecałych dwóch latach część budynku świątyni została oddana do użytku. W dniu 2 października 1949 roku został poświęcony kamień węgielny i część nowej świątyni – prezbiterium z kryptą i poprzeczną nawą. Świątynia została poświęcona przez biskupa Juliusza Bieńka. Budowla została zaprojektowana przez Romualda Holeczka, konstruktorem i kierownikiem budowy był inżynier A. Galat z Politechniki Śląskiej. Dalsze prace budowlane zostały wstrzymane. Od 1951 roku w prezbiterium świątyni są umieszczone witraże. Zostały one wykonane według projektu Adama Bunscha – ucznia Józefa Mehoffera i Marii Rogi-Skąpsklej. Powstały w pracowni witrażowej S.G. Żeleńskich w Krakowie (w dolnej partii lewego witraża, przedstawiającej męczeńską śmierć Andrzeja Boboli jest umieszczona sygnatura artysty oraz Zakładu Braci Żeleńskich), trzy witraże przedstawiają życie św. Andrzeja Boboli, natomiast witraże umieszczone w bocznych aneksach – zakrystii i kaplicy przedstawiają św. Annę Samotrzecią oraz św. Maksymiliana Kolbego i tworzą razem przemyślaną i całościowo opracowaną koncepcję. Świątynia została poważnie uszkodzony w latach 1956-1958 na skutek eksploatacji górniczej i została wyłączona z użytku. W dniu 7 października 1959 roku został przeniesiony Najświętszy Sakrament do krypty dolnej, gdzie do grudnia 1962 roku były odprawiane nabożeństwa. W 1994 roku rozpoczęto przebudowę świątyni według projektów zespołu pod kierownictwem Jacka Mistury (Barbara Maciejczyk, Władysław Kononowicz). Całość wystroju świątyni i przebudowy wykonanej w latach 90. XX wieku nawiązuje do stylu art déco. Po ukończeniu przebudowy w dniu 11 marca 2001 roku z towarzyszeniem 12 księży, pod przewodnictwem biskupa Gerarda Bernackiego, odbyła się uroczystość poświęcenia dzwonów i wieży.